# Aleksandar Leko Budisavljević
Aleksandar plemeniti Budisavljević, poznat i pod nadimkom Leko (narodni nadimak za ime Aleksandar), (Vrebac, Lika, 1823. - Osijek, Slavonija, 15. rujna 1908.) bio je hrvatski graničar (srpske narodnosti) i pukovnik. Iz ugledne je ličke obitelji Budisavljević.

## Životopis
Sin je carskog generala Bude i unuk majora i plemića Mijata. Sin mu je bio Manojlo Budisavljević. Kao i otac, posvetio se vojničkom pozivu, koji je započeo kao vrlo mlad, u Ličkoj graničarskoj regimenti 1841. godine. Sljedeće godine postao je frajt, a lipnja 1845. kadet u graničarskoj regimenti broj 18. Početkom proljeća 1848. stekao je čin poručnika (lajtnanta), a početkom 1849. čin oberlajtnanta. Kapetan je postao tek deset godina kasnije, 1859. u graničarskoj regimenti broj 14, u kojoj je krajem listopada 1871. unaprijeđen u čin majora, a krajem travnja sljedeće godine bio je premješten u pješadijsku regimentu broj 56. U čin oberstlajtnanta (potpukovnika) u toj regimenti unaprijeđen je početkom svibnja 1877., a u ožujku 1879. premješten je u pješadijsku regimentu broj 78. Umirovljen je u činu pukovnika 1. lipnja 1881. i nastanio se u Osijeku.
Kao umirovljeni časnik u svojoj 64. godini, 1887., napisao je u Osijeku knjigu Pleme Budisavljevića u Gornjoj krajini, koja je objavljena 1890. godine u Novom Sadu kod Arse Pajevića, uglednog tiskara i izdavača tog vremena. Objavljivanjem knjige kao rukopisnog izdanja izbjegnute su cenzure i složena birokratska procedura onog vremena, jer knjiga sadrži i neke antirežimske stavove. Knjiga je izmakla budnosti vlasti jer se nije pojavila službeno u javnosti već kao privatno izdanje. Leko je u knjizi iscrtao i izuzetno lijepo obiteljsko stablo, koje ukazuje na preciznost i pedantnost školovanog austrijskog vojnika. Imao je sina Manu, koji je bio pitomac, a zatim i nastavnik u Bečkoj vojnoj akademiji, dostigavši visoki čin carskog generala. Emanuel - Mane je kao umirovljenik živio u Osijeku sve do očeve smrti, a potom se preselio u Mödling u Austriji.
Imao je negativan odnos prema Budisavljevićima koji su iz pravoslavne vjere prešli u katoličku. Tako on u obiteljskom stablu, kao nedostojnog, izostavlja navesti Lazu Budisavljevića (plemić Marko Budisavljević mu je bio djed, po kome je i sinu dao ime), koji je iz rodnog sela Pećane, negdje oko 1820., otišao u Podlapaču, gdje se priženio u kuću plemenite obitelji Holjevac i u katoličkoj sredini se pokatoličio. Oženio je djevojku Mariju. Nakon toga rodbina ga više nije zvala Lazo nego Laco, jer se polacmanio (lacman - stranac, tuđin. Termin korišten ranije i u Crnoj Gori za latine, katolike). Potomci Laze su u Podlapači katolički Hrvati, a danas njegovih potomaka ima i u Zagrebu i Sibinju. Poznatiji potomci su mu Boško i Josip Budisavljević.